# Brynn Thayer
Brynn Thayer (Dallas, 4 oktober 1949) is een Amerikaanse actrice.

## Biografie
Thayer werd geboren op 4 oktober 1949 in Dallas (Texas) als dochter van Margery Schwartz en William Paul Thayer, een voormalig marineofficier en zakenman die Deputy Secretary of Defense was in het Kabinet-Reagan. Ze genoot een opleiding aan de Beverly Hills Playhouse acteerschool.
Van 1978 tot 1986 speelde ze in de soapserie One Life to Live. Daarna had ze een vaste rol in de televisieseries Matlock en Pensacola: Wings of Gold. Verder speelde ze gastrollen in onder andere Moonlighting, Murder, She Wrote, 7th Heaven, Diagnosis: Murder, JAG, Cold Case, Without a Trace, Castle en 'How to Get Away with Murder.
Thayer was van januari 1971 tot april 1973 getrouwd met Hugh Robertson. Haar tweede huwelijk met acteur Gerald Anthony duurde van november 1981 tot januari 1984. Sinds 1994 is ze getrouwd met David Steinberg.